# Hanák Árpád
Hanák Árpád (Budapest, 1889. január 29. – Budapest, 1941. február 26.) zenepedagógus, zongoraművész.

## Élete
Hanák Lipót (1850–1906) honvédszázados, kezelőtiszt és Kohner Eleonóra fia. Tanulmányait a Zeneművészeti Főiskolán és Berlinben végezte. 1910 és 1920 között a pécsi zenei élet irányítója volt, mint művész és pedagógus. 1912-től évente több önálló hangversenyt adott a Zeneakadémián, a Vigadóban, Szegeden és Pécsett, de fellépett Nyugat-Európában és az USA-ban is. 1920-tól a Fodor Zeneiskolában tanított.

## Magánélete
Első felesége Reich Alice volt, akivel 1915 és 1919 között élt házasságban. Második felesége Rados Magdolna (1893–1970) volt, Rados Lipót és Sonnenberg Teréz lánya, akivel 1928. december 23-án Budapesten kötött házasságot. Második házassága is válással végződött.